# Цілинна ділянка (Воздвижівка)
Цілинна ділянка — ботанічний заказник місцевого значення. Об'єкт розташований на території Гуляйпільського району Запорізької області, село Воздвижівка, вздовж залізниці.
Площа — 18 га, статус отриманий у 1980 році.
Статус надано з метою охорони місць зростання лікарських рослин. Охороняється цілинна ділянка вздовж залізниці, де зростають гірчак, подорожник, пижмо та деревій.